# Progressiv rock
Progressiv rock, ofta kallat progrock och på svenska ofta synonymt med symfonirock, är en musikgenre eller grupp av musikgenrer. I sin vidare definition täcker den helt eller delvis in krautrock, Canterbury scene, konstrock, symfonirock, space rock och progressiv metal. I en snävare bemärkelse kan begreppet täcka in ett mindre stilområde, vanligtvis förknippat med ett antal främst brittiska grupper och artister i början av sjuttiotalet: Pink Floyd, Yes, Genesis, King Crimson, UK, Queen, Emerson Lake & Palmer, Gentle Giant, Camel, Soft Machine, Jethro Tull med flera. Frank Zappa, Captain Beefheart och Velvet Underground kan till viss del betraktas som nordamerikanska representanter för detta stilområde, liksom även Kansas, Styx och Rush. Musikstilen, som växte fram ur motkulturen i Storbritannien, kan kännetecknas genom artister och band med mycket stor virtuositet, spektakulära liveshower och episka teman om såväl science fiction som fantasy.
Den progressiva rocken har mest influenser från R&B, folkmusik och klassisk musik som blandas med rockens kraft och energi. Progressiv rock växte fram i mitten av 1960-talet när folkmusiken och rockmusiken började blandas med varandra med hjälp av musik från Bob Dylan, The Byrds och The Beatles. Det var just blandningen av psykedelisk musik och folkmusik som resulterade i intilliggande elektroniska och akustiska segment i musiken, som kom att bli ett viktigt kännetecken för den progressiva rocken.
En annan identifierbar karaktäristik för den progressiva rocken är dess ihållande användning av klangfärger, som har hämtats från den europeiska konstmusiken. En vanlig företeelse i progressiv rock är att musiken spelas i ovanligare och mer udda taktarter. Det visuella i den progressiva rocken är viktigt för genren. Under 1970-talet spelades få låtar från genren på radion och när de väl spelades var det de kortare låtarna som fick sändningstid. Därför var det konsertupplevelser och inköp av album som gjorde att publiken fick uppleva musiken från sina favoritgrupper. Både konserterna och skivomslag bestod av starka visuella dimensioner med oftast surrealistisk konststil och, under konserterna, en ritualistisk, nästan liturgisk upplevelse. Under 1970-talet bestod publiken till den progressiva rocken till stor del av folk från medelklassen och post-hippiekulturen.
Publiken kom från stor del från den psykedeliska musikscenen, som var stor inom motkulturen i Storbritannien under slutet av 1960-talet och början på 1970-talet, som till stor del bestod av hippiekulturen under den tiden. Hippiekulturen påverkade musiken och det visuella på många sätt, bland annat genom användandet av hallucinogena droger så som LSD, som har inspirerat mycket av det visuella när det gäller konstformen.

## Kännetecken
Den progressiva rocken är en egenartad variant av rockmusik vars väsentligaste kännetecken (dock ej obligatoriska) är:
- Långa, "storslagna" låtar, som till exempel Yes "The Gates of Delirium" (cirka 25 minuter); Jethro Tulls "Thick as a Brick", vilken är uppdelad i två delar, sammanlagt en låt på cirka 45 minuter; Rushs "2112", uppdelad i 7 "kapitel", totalt cirka 20 minuter lång; eller Pink Floyds låtar "Atom Heart Mother Suite", "Echoes" och "Shine On You Crazy Diamond" 23, 23 och 25 minuter var.
- Konceptalbum, där ett helt album hålls ihop av en genomgående historia, ett koncept. Exempel: Pink Floyds The Dark Side of the Moon, Wish You Were Here och The Wall; The Moody Blues Days of Future Passed; Yes Tales From Topographic Oceans; och Genesis dubbelalbum The Lamb Lies Down on Broadway är kända konceptalbum.
- Användande av udda, ej sällan asymmetriska taktarter, ovanliga stämningar, skalor och tonarter (till exempel orientaliska skalor eller kyrkotonarterna). Exempel: Dream Theaters verk "The Dance of Eternity" innehåller följande sekvens av taktarter: 5/8–5/8–7/8, 5/8–7/8, 5/8–5/8–7/8. Pink Floyds låt "Money" går i taktarten 7/4 för att vid gitarrsolon ändra till 4/4 och därefter återgå till 7/4.
- Virtuosa instrumentalister vilka ofta visar upp sitt tekniska kunnande genom långa solon (detta framför allt inom den modernare progressiva hårdrocken).
- Komplexa texter vilka har en tendens att vara mycket seriösa och kan behandla saker som filosofi, religion, historiska händelser, science fiction, fantasy eller ämnen som är vanliga inom annan form av rockmusik, som kärlek och krig.
- Det är vanligt med elektroniska inslag i musiken samtidigt som uppsättningen består av det som ett rockband består av generellt så som trummor, elgitarr och basgitarr[8], vissa rockband använder sig även av piano men då mer som rytminstrument och inte som ett ledande inslag i musiken, som den progressiva rocken[9]. Det sker även att progressiva rockband spelar in musik med en orkester, däremot är detta inte lika vanligt.[8]
- Det visuella är en del av upplevelsen inom den progressiva rocken. Surrealistisk konst på skivomslagen och mycket visuella effekter tillhör upplevelsen av genren.[10]

En stor del av progrocken kännetecknas även av en medvetenhet om och en strävan efter att vara nyskapande och att testa nya saker – därav begreppet progressiv. Att blanda in influenser från olika sorters musik till exempel klassisk musik, engelsk medeltida folkmusik (Gentle Giant, Jethro Tull, Mike Oldfield med flera), jazzrock eller psykedelisk musik är mycket vanligt. 
Musikstilen kräver generellt sett, ifrån lyssnarens sida, mer uppmärksamhet och aktivt lyssnande, än vid annan typ av rockmusik. Oftast kräver nytt material som är släppt av en artist, flera genomlyssningar innan man som lyssnare har förstått helheten. Musiken siktar inte in sig på någon slags "omedelbarhet" som måste befästas efter enbart en genomlyssning. Därav lämpar denna musik sig mycket mindre för att spelas på radio, mest på grund av låtarnas längd. De mest experimentella kan också vara intellektuellt utmanande, och provocerande för lyssnaren, och då inte bara i text utan även i musik och ljud (Zappa, Beefheart etc). Rent visuellt har progrockens artister och fans, inga speciella yttre attribut att visa upp för att visa att de gillar/spelar denna typ av musik. Klädsel, smink, hårfrisyr och det yttre spelar liten eller ingen roll, i alla fall inte i lika stor utsträckning som till exempel inom hårdrocken/heavy metal, punken, syntmusiken eller andra genrer.

## Historia

### Den progressiva rockens födsel
När The Beatles släppte albumet Sergeant Pepper's Lonely Hearts Club Band 1967, som var en blandning av rock, klassisk musik, jazz, folkmusik och indiska influenser, skapades det en ny typ av rock; som senare blev känd som progressiv rock. I motkulturen blev den psykedeliska musiken ett motmedel mot den popmusik som då spelades på radio. Delvis tack vare av att användandet av hallucinogena droger blev vanligt inom motkulturen ansågs det att psykedelisk musik var det som skulle lyssnas på inom den kulturen. Genom detta ledde detta till ännu mer musikaliska experiment.
Inom den engelska undergroundkulturen, under tidiga 1970-talet, anses det växa tre skilda förgreningar från den psykedeliska genren. Den första grenen dominerades av Cream, The Yardbirds och Jimi Hendrix. Denna typ av musik baserades på en tung nytolkning av bluesen, vilket The Rolling Stones redan hade börjat utforska under mitten av 1960-talet. Musiken bestod till stor del av bluesbaserade harmoniska tongångar, repetitiva gitarr-riff och ett drivande komp i bakgrunden.
Den andra grenen från psykedeliska musiken baserades mer på jazzmusik. Denna gren representerades av bland annat Traffic, Soft Machine och Caravan. Dessa band använde sig mycket av blåsinstrument i samband med keyboard, gitarr, basgitarrer och trummor. Denna musik var mycket mer komplex än den som Cream, The Yardbirds och Jimi Hendrix framförde. Till exempel bestod musiken av långa virtuosa solon med komplexa ackord- och rytmförändringar. 
Den sista grenen för den engelska psykedeliska genren representerades av The Moody Blues, Procol Harum, Pink Floyd och The Nice. Till skillnad från de tidigare två grenarna var dessa band mer inspirerade av the Beatles senare produktioner. Med lanseringen av Sergeant Pepper's Lonely Hearts Club Band började många delar av de som skulle bli kännetecken för den engelska progressiva musiken att växa fram. Sergeant Pepper's Lonely Hearts Club Band kom att anses som det första temaalbumet, där till exempel alla låtar hade sammankopplingar, som kom att bli ett kännetecken för den progressiva rocken. Genom experimenterandet och inspirationen från The Beatles kom The Moody Blues, Procol Harum, Pink Floyd och The Nice att anses som en proto-progressiv stil, även kallat en första våg av den engelska progressiva rocken.

### Stilursprung och tidiga grupper

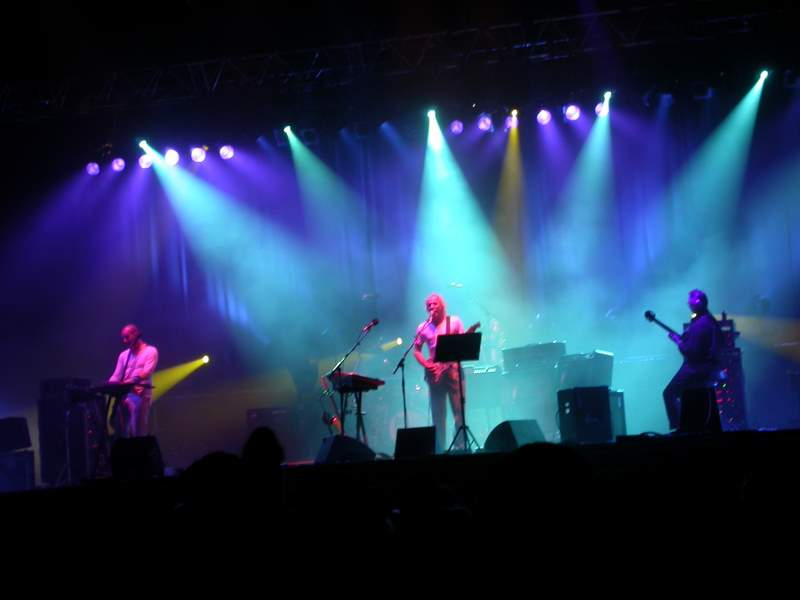
King Crimson, ett av de mest inflytelserika progressiva rockbanden, under ett liveframträdande 2003

Stilen kan sägas varit ett direkt resultat av de experimentella tendenserna inom den psykedeliska rockmusiken under sextiotalet med grupper som The Beatles, The Moody Blues, Procol Harum och Jimi Hendrix.
Några band som under sent 1960-tal/tidigt 1970-tal kan sägas ha lagt grunden för progrocken är Pink Floyd, Yes, King Crimson, Genesis, Emerson, Lake & Palmer. Samtliga – bortsett från Genesis – hade sin största popularitet under 1970-talet. En andra generation av grupper kom i mitten av sjuttiotalet med Rush, Kansas, Camel, Supertramp, Saga med flera.

### Andra vågen
I uppkomsten av den andra vågen inom progressiv rock börjar genren och banden från slutet av 1960-talet ta form. Alla stora engelska progressiva rockband släppte sina första album under denna period, så som Jethro Tull (1968), King Crimson, Yes, Genesis, och Van der Graaf Generator (1969) samt Emerson, Lake & Palmer. King Crimsons första studioalbum In the Court of the Crimson King (1969) hade en väldigt stor påverkan för den progressiva rocken och kom att bli det mest inflytelserika studioalbumet som släppts inom genren. Albumet innehöll alla de kännetecken som är stora för den progressiva rocken idag. Det är uppenbart att det hämtades inspiration från de proto-progressiva banden (the Moody Blues, Procol Harum, Pink Floyd och the Nice) för att sammanfatta ner till en distinkt och igenkännbar stil. Detta ledde till att ett flertal band, bland annat Yes och Genesis, tog åt sig stilen och blev influerade av studioalbumet. Strax senare släpptes två studioalbum 1971 från Yes; The Yes Album och Fragile, och Close to the Edge som tredje album som kom 1972. Genesis släppte även de tre album; Trespass (1970), Nursery Crime (1971), och Foxtrot (1972). Samtliga av dessa album från Yes och Genesis utvecklade stilen från In the Court of the Crimson King.
Under tiden som Yes och Genesis utvecklade stilen och inspirerade väldigt många olika band inom den progressiva rocken utvecklade band som Gentle Giant, Curved Air, och Van der Graaf Generator andra element ur In the Court of the Crimson King. Dessa element var mycket mer individuella varianter av musikstilen och kom att kallas proto-fusion och avant-garde.
Emerson, Lake & Palmer och Jethro Tull var två andra band som kom att påverka den progressiva rocken mycket, fastän de hade större avstånd från King Crimson. Emerson, Lake & Palmers självbetitlade debutalbum, som kom 1970, hade mycket klaviaturer, hammondorglar och ett arrangemang som kom att inspirera keyboardtrion så som Dave Stewart från Egg, Patrick Moraz (Refugee) och Eddie Jobson (U.K.). Emerson, Lake & Palmer var tyngre, mer elektroniskt och klaviaturdominerande än alternativen som Yes och Genesis.

### Progressiva rocken efter 1976

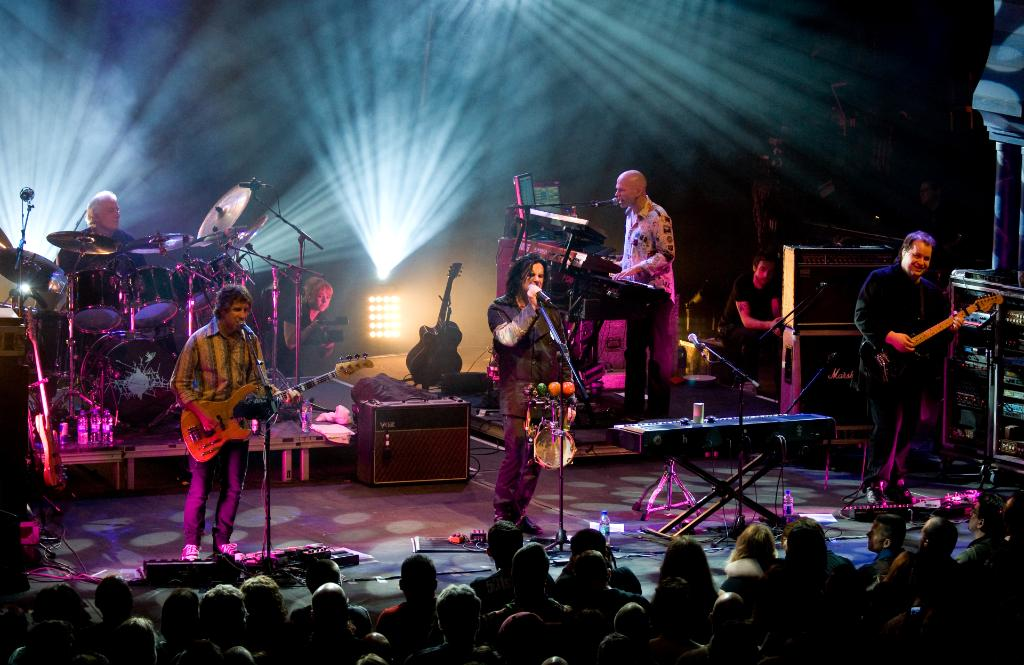
Marillion på scen 2009.

Under 1976 exploderade en ny motkultur och genre från arbetarklassen i England; punkrocken. Detta påverkade all musik, men framförallt den progressiva rocken. Den progressiva rocken blev attackerad och hånad av punkrocken. Enligt punkscenen var Emerson, Lake and Palmer, Pink Floyd och Yes exempel på självupptagna hippies som, med sin lyrik, försökte fly verkligheten. Mer bakslag för den progressiva rocken kom mellan 1976 och 1978 när discomusiken växte fram. Detta ledde till att den progressiva rocken hamnade i skymundan då discomusiken ledde bort popmusiken från det som hade varit hippierörelsen.
I början av 1970-talet hade den Engelska progressiva rocken nått Amerika där det växte upp en underground rörelse som kom att kallas "stadiumrock". Denna stil kom var representerad av band som Styx, Boston, Rush och Kansas. Stilmässigt var de väldigt nära den progressiva rocken. Stadiumrock kom att påverka progressiva rock band som adopterade det lite tyngre och hårdare soundet. Detta kan observeras på Gentle Giants album The Missing Piece och Pink Floyds album Animals, som båda kom 1977, samt Yes album Drama (1980), Jethro Tull A (1980) och, framförallt, deras album Broadsword and the Beast (1982). Detta tenderade till att den progressiva rocken blev en aning mer enkel, på alla sätt.
I början av 1980-talet som uppkom det ett flertal progressiva rockband som senare kom att kallas för "neo-progressiv rock". Tidigare hade den progressiva rocken trätt fram i samband med motkultursrörelser, vilket denna subgenre inte gjorde. Detta var en faktor till att det inte blev lika stor spridning för dessa band. Det var i princip bara Marillion och Saga som fick en stor internationell spridning.
I och med att banden från genren blev en aning mer simpla blev bland annat Genesis och Yes klassade som populärmusik i början av 1980-talet. Ett av de progressiva rockbanden som däremot hade stora framgångar under 1980-talet var Pink Floyd med deras studioalbum The Wall (1979).
Under 1980-talet kom den så kallade neoprog-vågen som var mer synthdominerade än den första vågen band och som dessutom stod närmare popmusiken musikaliskt. Den neoprogressiva rocken gav genren en nytändning och blev återigen mer populär. Två av de viktigaste neoprogbanden kan sägas vara Marillion och IQ. Mot slutet av 1980-talet och början av 1990-talet uppstod en ny våg band som blandade progrock och hårdrock vilket resulterade i progressive metal med band som till exempel Fates Warning, Dream Theater, Queensrÿche, Symphony X och Empty Tremor. Under 1990-talet har även ett antal band i ytligt samma stil som 1970-talets progrockband uppstått och vunnit ny popularitet, till exempel Spock's Beard och de svenska grupperna The Flower Kings, Anekdoten, Promemoria och Änglagård.

### Tredje vågen
Runt 1990-talet kom det en tredje våg med progressiva rockband. Dessa band var bland annat The Flower Kings och Spock's Beard. Det var även nu som uppkomsten av progressiv metal framträdde. Pionjärer för den progressiva metal genren anses vara Queensrÿche med deras studioalbum Operation: Mindcrime från 1988 och Voivod med deras album Nothingface från 1989.
Under 2000-talet föddes det även en genre som kom att kallas New-Prog, eller Nu Prog, Post-Prog. Denna genre består av alternativa band som implementerar vissa element från den progressiva rocken, så som The Mars Volta, Porcupine Tree, Opeth, Tool.